# Рёнтген, Юлиус
Ю́лиус Энгельбе́рт Рёнтген (нидерл. Julius Engelbert Röntgen; 9 мая 1855, Лейпциг, Саксония, ныне Германия — 13 сентября 1932, Утрехт, Нидерланды) — нидерландский и немецкий композитор, пианист, дирижёр, фольклорист и педагог.
Автор 24 симфоний, 13 инструментальных концертов, 4 опер и многочисленных произведений камерной, вокальной и инструментальной музыки.

## Биография
Сын скрипача Энгельберта Рёнтгена, голландца по рождению, всю жизнь работавшего в Германии, и пианистки Паулины Кленгель (1831—1888), дочери скрипача Морица Кленгеля из лейпцигского музыкального семейства Кленгелей (Юлиус Кленгель был её племянником). Этель Смит в своих воспоминаниях говорит о доме Рёнтгена-старшего и домашнем музицировании его семьи как о квинтэссенции германского музыкального духа.
Начал учиться музыке в семье, с юных лет занимался композицией; дуэт для скрипки и альта 14-летнего Рёнтгена исполнили в 1869 году на Нижнерейнском музыкальном фестивале его отец и Йозеф Иоахим. Продолжил обучение у профессоров Лейпцигской консерватории, занимаясь, однако, частным образом: изучал фортепиано под руководством Луи Плайди и Карла Рейнеке, композицию и теорию у Э. Ф. Э. Рихтера и Морица Гауптмана, с Райнеке также занимался оркестровкой. Затем в 1871—1873 гг. совершенствовался в области композиции в Мюнхене у Франца Лахнера.
Концертировал с 18-летнего возраста, как аккомпаниатор выступал, в частности, с вокалистами Юлиусом Штокхаузеном (в юности) и Йоханнесом Мессартом (в связи с его дуэтом с Мессартом Макс Кальбек назвал Рёнтгена идеальным аккомпаниатором), в 1903—1908 гг. Рёнтген также постоянно выступал со скрипачом Карлом Флешем, высоко ценившим музыкальную увлечённость и ансамблевую отзывчивость пианиста, хотя и расходившимся с ним в оценке использования некоторых технических приёмов. Играл также в фортепианном трио с Йозефом Хубертом Крамером и Хенри Босмансом. Как солист исполнял широкий и разнообразный репертуар — в частности, в 1887 году дал в Амстердаме концерт из произведений Александра Бородина и Цезаря Кюи. Особые отношения связывали Рёнтгена с Иоганнесом Брамсом, оказавшим на него значительное влияние; в 1884 году Рёнтген исполнил Второй фортепианный концерт Брамса с оркестром под управлением автора. Другим старшим композитором, сыгравшим в жизни Рёнтгена важную роль, был Эдвард Григ, с которым он сдружился ещё студентом; в 1930 году Рёнтген опубликовал отдельным изданием его биографию, а сразу после смерти норвежского композитора закончил его неоконченный струнный квартет фа мажор: во время первого приватного исполнения этой работы партии скрипок исполнили пианист Гарольд Бауэр и виолончелист Пабло Казальс, сам Рёнтген играл на альте и лишь партию виолончели исполнила виолончелистка — Гильермина Суджа.
В 1878 году по приглашению теолога Абрахама Дирка Ломана обосновался в Амстердаме, первоначально как учитель фортепиано. Один из основателей (1883), профессор и в 1912—1924 годах директор Амстердамской консерватории. Среди его учеников Кунрад Бос, Бернхард ван ден Сигтенхорст-Мейер, Хуго ван Дален и другие. В 1886—1898 годах выступал также как хоровой дирижёр, в этот же период недолгое время руководил одним из амстердамских оркестров. По приглашению Генриха Шенкера редактировал издания произведений Иоганна Себастьяна Баха для венского издательства Universal Edition.
Кавалер орденов Оранских-Нассау, Святого Олафа, Короны Румынии. В 1930 году удостоен степени почётного доктора Эдинбургского университета.
В 1919 году получил гражданство Нидерландов.
Рёнтген был дважды женат: первым браком на скрипачке и композиторе Аманде Майер, а спустя три года после её смерти, с 1897 года, на пианистке Абрахамине дес Амори ван дер Хувен (1870—1940). Из шести сыновей Рёнтгена от обоих браков пять выбрали музыкальную карьеру, наиболее известен старший сын, Юлиус Рёнтген-младший, скрипач.
Последние восемь лет жизни музыканта прошли в городке Билтховен в собственном доме, выстроенном по проекту его сына Франца и названном Gaudeamus (с лат. — «Возрадуемся») (впоследствии вилла стала первой штаб-квартирой главного нидерландского центра современной музыки — фонда «Гаудеамус»). За эти годы Рёнтген написал около 100 сочинений, доведя их общий счёт до более чем пятисот; его последняя работа, фортепианный квинтет соль мажор с подзаголовком Sentendo nuova forza (с итал. — «Ощущая новую силу»), был завершён за два месяца до смерти. Откликаясь на кончину Рёнтгена, Дональд Тови в газете The Times сравнивал его с Бахом — и как стержневую фигуру многочисленного музыкального семейства, и как мастера множества музыкальных форм и жанров; Тови также превозносил человеческие качества Рёнтгена, утверждая, что «зависть, интрига и злоба не проникали в его мир».

## Сочинения
Рёнтгену принадлежат 24 симфонии (и ещё одна неопубликованная), из которых 21 написана в последние шесть лет жизни; часть из них носит программный характер: № 12 «В Вавилоне» (1930), № 17 «Вильгельм Мейстер» (1931) и другие. В некоторых симфонических произведениях Рёнтген опирается на фольклорный материал: так, симфония № 5 «Жнец Смерть» (1926) основана на известной немецкой народной песне Es ist ein Schnitter, heißt der Tod, симфония № 13 «Все утята плавают в воде» (нидерл. Alle eentjes zwemmen in het water; 1930) — на одноимённой голландской детской песенке; особой популярностью среди оркестровых композиций Рёнтгена пользовались «Старые нидерландские танцы» (нидерл. Oud-Nederlandsche dansen; 1902), представляющие собой переработку и оркестровку танцевальных пьес из сборника Тильмана Сузато.
Рёнтген написал семь фортепианных, три скрипичных (третий из них посвящён Джелли д’Араньи) и три виолончельных концерта — новейшие рецензенты, однако, находят их недостаточно увлекательными; три концерта написаны Рёнтгеном для нескольких солирующих струнных инструментов с оркестром. Среди многочисленных камерных произведений Рёнтгена — 14 сонат для виолончели и фортепиано, 6 сонат для скрипки и фортепиано (одна из них посвящена памяти Грига), 12 фортепианных трио и т. д.
К музыке для сцены Рёнтген обращался редко. В 1910 году в Нидерландах был объявлен конкурс на новую оперу, и в итоге победа была единогласно присуждена опере Рёнтгена «Агнета» (нидерл. Agnete), поставленной в 1914 году: это сумрачная мистическая драма, действие которой происходит в заснеженной Норвегии. Вторая опера Рёнтгена, «Смеющийся кавалер» (нидерл. De lachende cavalier; 1919), была написана по одноимённому роману Эммы Орци, на авантюрный нидерландский сюжет XVII века, и широко использовала фольклорный материал; её премьера состоялась в 1928 году в виде радиотрансляции. В 1926 году Рёнтген завершил третью оперу, «Самум» (по одноимённой пьесе Августа Стриндберга). Кроме этого, Рёнтгену принадлежит ранняя комическая опера «Воодушевлённые» (нем. Die Enthousiasten; 1879), написанная для приватного исполнения в честь серебряной свадьбы его родителей. В последние годы жизни Рёнтген написал также музыку к нескольким документальным кинофильмам фольклориста Яна ван дер Вена.

## Личность
Всех непреодолимо тянуло к нему, и каждый, кто соприкасался с ним, ощущал потребность стать его другом. С Григом Рёнтгена всю жизнь связывала настоящая трогательная дружба. И даже угрюмый Брамс не мог устоять перед магнетической силой притяжения его личности. Братская симпатия связывала его также с Казальсом и с музыкантами всего мира: Иоахим, Тови, Перси Грейнджер и многие другие ощущали в нем родственную душу. Казалось, от него исходило море доброты и любви к ближнему, пленявших любого, кто к нему приближался. В детстве его творческие наклонности рождали большие надежды, а в Лейпциге в ту пору в нем видели наследника Мендельсона. Но вскоре оказалось, что для этого ему недоставало самобытности, изобретательности. Его творчество не отличалось индивидуальностью, оно было правдиво по выразительности, профессионально, но безлико. В течение всей долгой жизни он слишком легко поддавался воздействиям сильнейшего. Фактура его сочинений свидетельствует о влиянии — в хронологическом порядке — Брамса, Грига, Сезара Франка, Дебюсси, Регера и даже Стравинского. Его творческая сила не знала границ. Только в последние годы жизни он ежегодно дюжинами сочинял симфонии, струнные квартеты, фортепианную музыку, концертные произведения для фортепиано, скрипки и виолончели, а также много опер — и все из чистой радости от занятий композицией, не имея надежды когда-либо услышать свои произведения с эстрады или увидеть их напечатанными. Огромное значение имеют его обработки нидерландских народных песен и танцев, извлеченых им из забвения и оформленных в духе современного стиля.
К.Флеш, «Воспоминания скрипача»